# Aéroport municipal de Lake Havasu
L'aéroport municipal de Lake Havasu (en anglais Lake Havasu Municipal Airport) (code IATA : HII • code OACI : KHII) est un aéroport des États-Unis, situé sur le territoire de la ville de Lake Havasu City, en Arizona, le long du lac du même nom et de la frontière avec la Californie.
Il accueille principalement l'aviation générale.

## Histoire

### Services
L’aéroport dispose de service de carburant, de maintenance ainsi que d'un bar-restaurant.

## Source de la traduction
- (en) Cet article est partiellement ou en totalité issu de l’article de Wikipédia en anglais intitulé « Lake Havasu City Airport » (voir la liste des auteurs).